# چین شوئجینگ
چین شوئجینگ (انگلیسی: Qin Xuejing؛ زادهٔ ۱۴ اوت ۱۹۷۲)  بازیکن سافت‌بال زن اهل چین بود. در بازی‌های المپیک تابستانی ۲۰۰۰ شرکت کرده‌است.